# Paul de Gruyter
Paul de Gruyter (* 3. September 1866 in Ruhrort; † 14. Oktober 1939 in Bantikow) war ein deutscher Unternehmer und Kommunalpolitiker.

## Leben
Paul de Gruyter studierte in München und wurde 1893 mit einer Dissertation „Über Formazylmethylketon und eine neue Synthese von Triazolderivaten“ zum Dr. phil. promoviert. Er führte das Bauunternehmen Breest & Co., seit 1896: Eisenhoch- und Brückenbau. Sein Unternehmen errichtete vor allem in Berlin große Gebäude. Mit dem renommierten Berliner Architekturbüro Taut & Hoffmann gewann es den ersten Preis für den (heute nicht mehr existierenden) Messepavillon Monument des Eisens im Rahmen eines zweistufigen Wettbewerbs, der vom Stahlwerksverband und dem Verein deutscher Brücken- und Eisenbaufabriken zur Internationalen Baufach-Ausstellung 1913 ausgeschrieben worden war.
De Gruyter war jahrzehntelang in der Selbstverwaltung der Stadt Berlin (ab 1920: Groß-Berlin) tätig. In Anerkennung seiner Verdienste wurde er 1924 als Stadtältester von Berlin geehrt. 1930 verlieh ihm die Technische Hochschule Charlottenburg den Titel eines Dr.-Ing. e. h.
De Gruyter war ein Freund von Paul Reusch und ab 1930 Mitglied des Aufsichtsrates der Gutehoffnungshütte in Oberhausen.
Paul de Gruyter war der letzte Gutsherr in Bantikow. Auf dem Rittergut Bantikow ließ er sich von Erwin Albert Barth eine Grabstelle errichten, in der er auch begraben wurde. Der Besitz wurde 1946 infolge der Bodenreform enteignet. Von 1975 bis 1978 wurde auf dem Gelände der Grabstelle das Schulungs- und Erholungsheim des VEB Kraftverkehr Kyritz (Carl Hecht) gebaut, das heutige Hotel am Untersee. Dabei fand man 1978 die sterblichen Überreste de Gruyters; sie wurden auf den Dorffriedhof umgebettet.

## Familie
Paul de Gruyter war der jüngere Bruder des Verlegers Walter de Gruyter (1862–1923). Er war mit Melanie Langerfeld verheiratet. Mit ihr hatte er eine Tochter, Ilse de Gruyter. Seine Frau kam 1945 auf ungeklärte Weise ums Leben, am 1. Mai 1945 auch seine Tochter.